# 吳依潔 (主播)
吳依潔（1985年12月27日—），前中天新聞主播。臺北市私立延平高級中學高中部畢業，國立臺灣大學戲劇學系輔修傳播學程畢業。就讀台大期間被封為「台大五姬」戲劇依。
自幼受雙語教育，英語流利，擅長英語主持；父親曾任跨國會計師事務所CEO。畢業後進入年代電視擔任政治線記者，後升為兼任主播。2011年進入中天電視擔任專任主播，曾受周杰倫邀請拍攝《世界未末日》MV中之主播
2013年底留職停薪赴英進修一年。擁有51萬臉書粉絲稱冠主播界（2016年12月更新） ，被媒體封為「女神主播」。2014年11月23日與神旺大飯店董事長蔡衍榮的獨子蔡紹仁結婚。2015年產下女兒，是兩人的第一個小孩
目前暫離主播台。

## 家庭背景
父親為跨國會計師事務所前CEO，母親為輔仁大學校花，曾任職外商公司高級主管。受父母精心栽培，鋼琴、書法、西洋繪畫、溜冰等才藝均有成績。家住台北市大安區新台幣上億元豪宅，家中有寬闊庭院。高中就讀臺北市私立延平高級中學，曾於受訪時表示很喜歡住家附近的文藝氣息咖啡廳。熱心公益，於2014年冰桶挑戰活動中捐獻新台幣三萬元予中華民國運動神經元疾病病友協會；婚後亦與丈夫前往台灣兒童暨家庭扶助基金會登記成為「永久認養人」，長期認養多名家扶兒童。

## 主持經歷
- 《普立茲新聞攝影獎70年大展》開幕典禮  主持人
- 《101全球貴賓音樂會-大提琴家張正傑之夜》  英語主持人
- 《Nathan Sawaya積木夢工場》北中南巡迴特展  中英雙語主持人
- 義大利台灣合作特展《重返古羅馬》  中英雙語主持人
- 大陸中央電視台《海峽兩岸知識大賽》系列節目  主持人(與央視當家主播魯健搭檔)[17]
- 東方衛視《2013新年特別節目》  單元主持人
- 中天新聞談話性節目 《阿宅新聞網》 主持人 （與劉盈秀輪流）[18][19]
- 中天新聞《下一代、下一站》、《星運一條龍》、《新奇異世界》、《極端酷地球》…等專題節目主持人
- 中華民國國防部紀念七七抗戰75週年音樂會《盧溝曉月》  主持人(與聶雲搭檔)
- 國立故宮博物院《羅浮宮特展- KPMG六十週年貴賓之夜》  主持人
- 兩岸故宮聯合特展《十全乾隆》開幕晚會  主持人
- 國家大劇院年度大戲《王府井》開幕儀式  主持人
- 中華民國經濟部產業創新大賽頒獎典禮  主持人
- 國立歷史博物館《經典大師-米羅特展》開幕晚會  主持人
- 國立歷史博物館《小小羅浮宮》開幕儀式  主持人
- 中正紀念堂《瘋狂達利-超現實主義大師特展》開幕晚會  主持人/導覽人
- 中視年度大戲《白色之戀》中外記者會 主持人(與史哲維搭檔)

## 重要採訪經歷
- 《第四屆兩岸江陳會》 隨行特派記者
- 《2010五都大選》 美國特派記者
- 《王府井-中華百年興衰》 北京特派採訪
- 《Disney三大經典舞台劇幕後探秘》 日本特派採訪
- 《第四屆兩岸和平創富論壇》 特派記者/來賓深度訪談 (法藍瓷董事長陳立恆、京泰發展有限公司董事長雷振剛、新浪網副總編輯孟波)
- 《紀錄台灣》系列專題
- 《瑠公圳-台灣追本溯源》深度專題
- 《追夢-永遠的鄧麗君特展》深度專題
- 《無限-翁倩玉版畫特展》深度專題
- 《依代佳人-美麗背後的堅毅》系列專題
- 《樂生療養院-凋零的希望》深度專題

## 活動演講經歷
- 聯華電子 專題講座《爵美饗宴 經典再現》  演講人
- 國立中山大學 專題講座《態度造就高度》  演講人
- 銘傳大學 專題講座《媒體人的步步驚心》 演講人
- 世新大學成報新聞社 專題講座《主播光環背後》  演講人
- 《高校誌》專題講座《談話的藝術》  演講人
- 中國文化大學華岡電視台《超級主播爭霸賽》  評審
- 第三屆中天電視新聞夏令營 講師
- 中華電視公司《莒光園地》 主持人
- 台灣電力公司《節能省電五功》宣導活動 代言人 [20][21]
- 《哆啦A夢誕生前100年特展》 宣傳代言人
- 受邀以主播身分拍攝周杰倫《世界未末日》專輯MV
- SUM中古車賞車網與伊甸基金會《伊甸象圈工程快樂早餐服務》簽名義賣活動

## 著作
| 年份 | 書名             | 作者                                  | 出版社   | ISBN               |
|      | 《敢夢還是作夢》 | 王永慶、朱銘、吳依潔、侯友宜...等合著 | 正中書局 | ISBN 9789570919189 |

## 受邀節目錄影
- SS小燕之夜《台大風雲人物-椰林大道的日子》
- SS小燕之夜《網路名人時代》
- 康熙來了《新生代美女主播》
- 大學生了沒《台大出美女》
- 新聞挖挖哇《台大五姬》

## 網路活動
- 獲選FHM 2012年《FHM百大性感美女》
- 獲選ETTODAY 2012年《新宅男女神》
- 蘋果日報報導 2012年《人氣冠軍主播》
- 無名小站 2012年《十大暴紅美女》
- 獲選卡提諾論壇 2013年《台灣最正主播第一名》

## 外部連結
- 吳依潔的Facebook專頁
- 吳依潔的Instagram帳戶 （繁體中文）
- 吳依潔的Threads （繁體中文）
- 吳依潔的新浪微博